# Нипмак
Нипмаци су алгонквински народ, који је пре контакта са Енглезима насељавао средишњи део данашње америчке државе Масачусетс и суседне делове држава Конектикат и Род Ајленд. Први контакт Енглеза и Нипмака десио се 1630, када је Џон Аквитамог (Нипмак) понудио кукуруз на продају изгладнелим колонистима у Бостону.
Колонисти су били носиоци патогена, као што су велике богиње, на које домороци Америка нису имали имунитет. Резултат је била висока стопа смртности од нових заразних болести међу Нипмацима и другим староседеоцима. Поред тога, Енглези су у Нови свет донели алкохол. Након што су Енглези донели нове строге законе усмерене против културе и вере Индијанаца, као и одузимања земље легално и нелегално, многи Нипмаци су се придружили побуни краља Метакома 1675. Побуњеници су поражени, а последице овог рата су били погубне. Велики број Нипмака је интерниран на острво Дир Ајленд у Бостонској луци, где су многи умрли од болести и глади, док су други погубљени или продати у робље на Антилима.
Свештеник Џон Елиот је 1631. дошао у Бостон, у коме је започео пројекат учења масачусетског језика, који је био језик комуникације међу становницима Нове Енглеске. Превео је Библију на масачусетски и објавио је, као и граматику масачусетског језика, а радио је и на покрштавању домородачког становништва. Имао је велику улогу у оснивању „молитвених градова”, где су домороци под принудом насељавани и покрштавани. У молитвеним градовима домороци су говорили сопственим језицима, а такође је и градска власт била у њиховим рукама.
До 19. века, Нипмаци су сведени на ниво штићеника државе, јер су били под управом повереника кога је постављала држава. Усвајањем закона којим је у држави Масачусетс дато право гласа домороцима 1869, Нипмаци су практично били распуштени као организовани народ, а последња преостала резерватска земља је продата. Међутим, нипмачка насеља су наставила да постоје, и средином 20. века Нипмаци су се поново организовали као народ. Добили су признање државе 1979. На савезном нивоу признање је изостало, пре свега због тога што су Нипмаци своју земљу изгубили одавно, а имали су и тешкоће у доказивању политичког и друштвеног континуитета.

## Етноними
Први пут су поменути у писму заменика гувернера Томаса Дадлија под именом „Нипнет” („Народ слатководне баре”), које је везано за област коју су насељавали у унутрашњости континента. Теолог Роџер Вилијамс их је 1637. забележио под именом Нипмак, што је изведено из „Нипмог” („Народ слатководног места за рибарење”). Колонисти и сами староседеоци су ово име користили након развоја „молитвених градова”. Французи су за већину староседелаца Нове Енглеске користили назив „Луп” („Вучји народ”). Међутим, нипмачке избеглице које су уточиште нашле у француској Канади међу Абенакима, за себе су користили назив који у преводу значи „Народ брда дабровог репа” („ȣmiskanȣakȣiak”).

## Језик
Нипмаци су највероватније говорили језиком који је у науци познат под именом „Луп А” („вучји А језик” или неформално нипмачки језик), који спада у јужно-новоенглеску подгрупу источне групе алгонквинских језика.

## Подгрупе
Данијел Гукин, надзорник староседелаца и помоћник Џона Елиота, је разликовао 4 нипмачка племена: Нипмак у ужем смислу (енгл. Nipmuc (proper)), Вабквасет (енгл. Wabquasset), Квабог (енгл. Quaboag) и Нашавеј (енгл. Nashaway). Ова подела није била чврста, јер су они који су були незадовољни својим поглавицама имали слободу да се прикључе другим групама. Поред тога, на склапање савеза утицали су сродство, војне потребе и обавеза плаћања данка.
У многим молитвеним градовима насељавани су домороци из различитих племена, што је довело до губитка посебних племенских идентитета. Данас постоје 4 групе које се везују за Нипмаке:
Чобанагангамог или Индијанци Дадлија
- Потомци становника молитвеног града Чобанагангамог, који је данас део града Вебстера, основаног на земљи коју је уступио град Дадли.
- Племе користи неколико хектара земље на територији града Вебстера у Масачусетсу и града Томпсона у Конектикату.

Хасанамиско или Индијанци Графтона
- Потомци становника молитвеног града Хасанамесит, који је данас део града Графтона.
- Породица Циско је у свом власништву задржала 2 хектара стечених у време последње продаје комуналне земље Хасанамесита; данас је то једина површина која припада обновљеном резервату.

Конектикатски Нипмаци
- Потомци већег броја различитих нипмачких скупина које су староседеоци Конектиката или су у њега пресељене из Масачусетса.
- Конектикатске Нипмаке држава не признаје.[7]

Натички Масачусети или Натички Нипмаци
- Потомци становника молитвеног града Натика, који нису задржали ни један део своје традиционалне територије.
- Натичани већим делом потичу од Масачусета, а у мањој мери од Нипмака. Право на коришћење јавних услуга остварују по основу свог нипмачког порекла.[8]

## Правни положај

### Признање државе
Гувернер Масачусетса Мајкл Дукакис издао је 1976. извршни налог #126, којим је предвиђено да државне агенције директно сарађују са Нипмацима по питањима која су од значаја за њих, такође је упућен захтев за стварање државне „Комисије за индијанско питање”. Комисија је убрзо и основана; она је пружала подршку државе образовању, здравственој заштити, културном континуитету и заштити преостале земље потомака Вампаноага, Нипмака и Масачусета. Држава је такође наложила испитивање свих људских остатака откривених у току грађевинских радова и обавештавање комисије о открићу, комисија би затим након истраге коју спроводи државни археолог, одлучила о корацима које треба преузети.
Комонвелт Масачусетса је такође потврдио континуитет данашњих Нипмака са историјским народом и похвалио њихове напоре да очувају своју културу и традицију. Држава је такође симболично укинула „Закон о општем суду” из 1675. године којим је Индијанцима забрањен боравак у граду Бостону током рата краља Филипа. Нипмачке власти такође блиско сарађује са државом на разним археолошким ископавањима. Заједно са „Националним конгресом америчких Индијанаца”, биле су против изградње постројења за пречишћавање отпадних вода на острву Дир у Бостонској луци, где су његовом изградњом оскрнављени многи гробови, и сваке године одржава помен Нипмацима умрлим у зиму након интернирања за време рата краља Филипа и одржава протесте против уништавања индијанских гробница.

### Напори за добијање признања на савезном нивоу
Зара Циско Броу, власница поседа у граду Хасанамесит, 22. априла 1980. предала је писмо о намери подношења захтева за савезно признање Нипмака као индијанског племена. Овим потезом стичу се одређена права, укључујући успостављање односа са Конгресом Сједињених Држава на међудржавном нивоу, такође стиче се право на подршку и услуге „Бироа за индијанска питања” (BIA). Нипмаци, које је заступала влада Хасанамиско Нипмака, уписани су у „Савезни Регистар” као подносилац представке бр. 69. Чобанагангамог Нипмаци су се придружили захтеву за савезним признањем.
BIA је 20. јула 1984. примила захтев од „Одбора за Савезно Признање Племенског Савета Нипмака“, које су потписали Зара Циско Броу и њен наследник Волтер А. Викерс као представници Хасанамиско Нипмака и Едвин „Мудра сова“ В. Морс старији као представник Чобанагангамог Нипмака. Огранак за признање и истраживање (BAR) Бироа за индијанска питања одговорио је 2. фебруара 1995. Едвину В. Морсу старијем, проглашавајући подносиоца представке бр. 69 спремним за активно разматрање. Тражени су спискови чланова племена у накнадном писму од мају 1995. године. Од 11. јула 1995, нипмачки захтев за признањем је у статусу „активног разматрања“. Међутим, 2004. године BIA је обавестила племе да је њихов захтев за савезним признањем одбијен.

## Историја пре контакта
Палеоиндијанци су населили Нову Енглеску са југозапада након повлачења Висконсинског ледника, око 9000 п.н.е. Докази укључују разне камене алате који су откривени на локалитету Бул Ран у Ипсвичу, као и различитим налазиштима на обалама река у централним деловима државе. Нова Енглеска је у ово доба била прекривена тундром, у којој су локални народи ловили вероватно карибуе и другу крупну дивљач.
Староседеоци су током архаичног доба, који је започео око 7000 п. н. е. успостављали трајније ловачке логоре и додатно су развили вештину израде алата. Произвели су опрему за риболов, напредније камено оруђе, створили културу сахрањивања, локализовани лов и израђивали камене посуде. Током овог доба, топлије време је омогућило развој шума и поклопило се са изумирањем мегафауне леденог доба, за које се сматрало да су га изазвали људи због претераног лова. Насеља су постала трајнија, а густина насељености се повећала.
Шумско доба започело је појавом пољопривреде у овој области око 1000 п.н.е; сматра се да је трајало све до контакта са Енглезима и другим Европљанима у 17. веку. Домороци су током овог периода развили пољопривредни систем за култивацију усева „посеци и спали” (премештање усева). Такође су открили технологију израде керамичких посуда и почели да користе атлатл (оружје). Имали су културу која је била препознатљива европским колонистима. Развој пољопривреде довео је до повећања броја становника и развој трајнијих насеља. Током каснијих фаза шумског доба, грнчарски стилови су дошли под утицај ирокешких стилова грнчарије (средиште у централном Њујорку), а усвојени су и лук и стрела.

## Историја у доба колонијализма

### 17. век
Током 17. века Нову Енглеску су почели да посећују холандски и енглески морепловци, рибари, и авантуристи. Трајна насеља европских досељеника су подигнута тек са оснивањем Плимутске колоније 1620. Ови поморци увели су неколико заразних болести којима староседеоци Америке нису претходно били изложени и на које нису имали имунитет, што је довело до појаве епидемија са стопом смртности од чак 90%. Епидемије великих богиња догодиле су се 1617–1619, 1633, 1648–1649 и 1666. Такође су се јављале епидемије грипа, тифуса и оспице.
Према списима Инкриза Матера, колонисти су тумачили десетковање староседелачког становништва Божјом промисли, која је требало да доведе до чишћења нових земаља за насељавање. Такво тумачење догађаја у Новој Енглеској 17. века је било уобичајено. У време првог контакта, Нипмаци су били релативно бројан народ, подложан моћнијим суседима који су пружали заштиту, посебно од Пеквота, Мохока и Абенакија, који су вршили препаде на нипмачку земљу.
Колонисти су у почетку зависили од помоћи „Индијанаца” да би преживели у Новом свету, а Индијанци су брзо почели да размењују своју храну, крзно и вампум за бакарне котлиће, оружје и метално оруђе колониста. Пуритански досељеници су се 1620–1640 у великом броју населили у Нову Енглеску. Ова „Велика сеоба” је повећала њихову потребу за стицањем нове земље. Будући да су колонисти имали супротстављене колонијалне и краљевске даровнице, легитимнијим су сматрани они земљишни листови који су имали индијанска имена. Ово им се понекад знало обити о главу, јер је Џон Вампас колонистима уступио много земље како би придобио њихову наклоност, од којих велики део није ни био његов.

#### Индијанске плантаже
Краљевска даровница колонији Масачусетс Беј од 1692. позивала је на преобраћење у хришћанство староседелаца Америка. Енглези нису много труда улагали да ову жељу спроведу у дело све до окончања Пеквотског рата, када је дошла до изражаја њихова војна надмоћ.
Џон Елиот, који је научио масачусетски језик од домородачких тумача, на њега је превео Библију и написао граматику овог језика. Библију на масачусетском су разумели староседеоци од Конектиката до рта Кејп Ен на истоку Масачусетса. Поред тога, колонијалне власти подржале су насељавање староседелаца на „индијанске плантаже” или „молитвене градове”. Тамо су подучавале староседеоце енглеским пољопривредним методама, култури и језику, а целим подухватом управљали су урођенички проповедници и одборници, који су обично потицали из елитних домородачких породица. Индијанци су стапали елементе своје културе и енглеске обичаје, али су на њих колонисти и њихови непреобраћени сународници гледали са неповерењем. Колонисти и потоње државне владе постепено су распродавали плантаже. До краја 19. века, само домаћинство породице Циско у Графтону још увек је било у власништву директних потомака нипмачких земљопоседника.
Испод је наведен списак индијанских плантажа (молитвених градова) које су потпуно или делимично насељавали Нипмаци:
Чобанагангамог
- Гранично место за риболов или место за риболов на граници.
- Данас део града Вебстера, основаног на земљи коју је уступио град Дадли.

Хасанамесит
- Место где има [много] шљунка или на месту ситног камења.
- Данас део града Графтона.

Маканкокоаг
- Место великог дрвећа, поклоњено место или место које је поклон.
- Данас део града Хопкинтона.

Манчог
- Место одласка, место чуђења или острво рогоза.
- Данас део града Сатона.

Манексит
- Где лежи пут, где се окупљамо, близу пута или место покорности.
- Данас део града Томпсона.

Нашоба
- Место између или између вода.
- Данас део града Литлтона.
- Град су такође насељавали Пенакуци.

Натик
- Место брда.
- Данас део града Натика.
- Град су такође насељавали Масачусети.

Окомакамесит
- Место ораница или на засаду.
- Данас део града Марлбороа.

Пакачоаг
- На месту скретања, завоји, голо планинско место или гола планина.
- Данас део града Оберн.

Квабог
- Црвена бара, кравава бара или раније бара.
- Данас део града Брукфилд.

Квинитасет
- Дуги поток или мала дуга река.
- Данас део града Томпсона.

Вабаквасит
- Простирке за покривање колибе, место од белог камења или простирке за покривање куће.
- Данас део града Вудстока.

Вакантак
- Завој у реци.
- Данас део града Аксбриџа, претходно део Мендона који су Нипмаци продали под именом Скваншипок плантажа (засад).

Вашакам
- Површина мора.
- Данас део града Стерлинга.
- Град су такође насељавали Пенакуци.

#### Рат краља Филипа
Колонија Масачусетс Беј донела је бројне законе усмерене против индијанске културе и религије. Донети су закони како би се ограничио утицај „шамана” и ограничило право непреобраћених староседелаца да улазе у енглеске градове суботом. Нипмаци су такође обавештени да сва необрађена земља може бити прикључена растућим енглеским колонијама. Ове драконске мере и све већа површина земље изгубљена у корист досељеника, навеле су многе Нипмаке да се придруже поглавици Вампаноага Метакомету у побуни против Енглеза, која је довела до пустошења Нове Енглеске од 1675–1676. Индијанци који су насељавали молитвене градове, током зиме су интернирани на острву Дир у Бостонској луци, где је велики број људи страдао од глади и изложености елементима. Један део домородаца из молитвених градова је побегао и придружио се устанку, а део је пришао Енглезима. Индијанци хришћани су били посебно изложени ризику, јер су због рата сви Индијанци Енглезима били сумњиви, а истовремено молитвене градове нападали су и Индијанци који су се придружили побуни. Нипмаци су били главни учесници опсада Ланкастера, Брукфилда, Садберија и Блади Брука (градови у држави Масачусетс). Темељно су се припремали за сукоб склапајући савезе са суседним домородачким народима и имали су „искусног оружара, хромог човека, који је њихово оружје одржавао у исправном стању”. У опсади Ланкастера заробљена је Мери Роуландсон, која је из заточеништва ослобођена тек када је откупљена за 20 фунти. Након рата она је написала мемоаре о свом заточеништву. Индијанци су изгубили рат, а преживеле су ловили, убијали, продавали у ропство на Антилима или их протеривали из њихових насеља.

### 18. век
Нипмаци су се окупили око својих бивших молитвених градова и успели су да одрже одређени степен аутономије, на преосталој земљи бавили су се пољопривредом или сечом шуме и продајом дрвне грађе. Нипмачко становништво наставило је да се смањује јер је дошло до појаве неколико нових епидемија малих богиња 1702, 1721, 1730, 1752, 1764, 1776. и 1792. године. Продаја земљишта се наставила несмањеном брзином, а већи део прихода од продаје коришћен је за плаћање правних такси, личних трошкова и улагања у инфраструктуру резервата. До 1727. године површина резервата Хасанамесит смањена је на око 200 хектара са првобитних око 3.000 хектара, а на том отуђеном земљишту изграђен је град Графтон. Такође је резерват Чобанагангамог 1797. године смањен на 10 са првобитних 80 хектара. Развој говедарства у Новој Енглеској довео је до поремећаја у домородачкој економији, јер су се говеда колониста хранила на неограђеној земљи Нипмака, а судови нису увек пресуђивали у корист домородаца. Домороци су, међутим, брзо усвојили свињогојство, због негативног утицаја на природу и могућност лова и риболова, који је изазвало ширење енглеских насеља, праћено крчењем шума и узоравањем ливада. Пошто Индијанци поред земље нису имали много друге имовине, већи део земље је продат да би се платили здравствени, правни и лични трошкови, што је довело до повећања броја староседелаца беземљаша. Због смањења ставништва и површине резерватске земље, аутономија староседелаца је скоро нестала до почетка Америчког рата за независност, преосталу резерватску земљу надзирали су старатељи које су именовале колоније (касније државе), а који су требало да делују у име Индијанаца. Међутим, старатељ Хасанамиска Стивен Мејнард, именован 1776. године, проневерио је средства и никада није кривично гоњен.

#### Ратови
Нова Енглеска је била захваћена низом ратова између Француске и Енглеске и њихових домородачких савезника. Многи староседеоци Нове Енглеске су побегли са своје земље и придружили се Абенакијима у борби против Енглеза, истовремено многи староседеоци су били регрутовани као водичи или извиђачи колониста. Ратови су вођени у току већег дела 18. века. Рат краља Вилијама (1689–1699), окончан је на самом крају 17. века, а затим су уследили Рат краљице Ане (1704–1713), Дамеров рат (1722–1724), Рат краља Џорџа (1744–1748) и Француски и индијански рат (1754–1760). Многи амерички домороци погинули су у току Америчког рата за независност.

#### Емиграција
Нестабилност до које су довели индијански ратови и растуће неповерење енглеских колониста према домороцима доводе до сталног опадања броја староседелаца. Понекад су читава села, бежала на север у земљу Пенакука и Абенакија, који су били под заштитом Француске или на запад, да би се придружили Мохиканцима, у све етнички мешовитијим насељима Скетикок (мохиканско-матабесетско) и Стокбриџ (мохиканско-делаверско). Касније су се становници Стокбриџа одселили на запад чак до Висконсина. Овим сеобама додатно је смањено присуство староседелаца у Новој Енглеској, што ипак није довело до њиховог потпуног нестанка. Они Нипмаци који су побегли, на крају су се утопили у народ на чију земљу су дошли или су учествовали у стварању нових сложених група.

## Постколонијална историја

### 19. век
Амерички староседеоци су сведени на штићенике Комонвелта Масачусетса, и даље су их представљали старатељи које је именовала држава. Брза акултурација и међусобни бракови навели су многе да поверују да су Нипмаци нестали због комбинације романтичних представа о томе ко су Индијанци и да би оправдали колонијалну експанзију. Индијанци су наставили да постоје, али их је све мање и мање могло да живи на све мањим резерватима, већина их се запошљавала као слуге у белачким домаћинствима, на отвореном мору као китоловци или поморци или у растућим градовима где су постајали радници или бербери. Растућа акултурација, међусобни бракови и све мања популација довели су до изумирања натичког дијалекта масачусетског језика, па је само један говорник преостао 1798. године. Од традиционалних радиности преживела је израда домородачких корпи од прућа четвртастих ивица, као и трговина овим корпама и нипмачким мелемима. Комонвелт Масачусетса, након што је истражио стање Индијанаца, одлучио је да додели држављанство Индијанцима доношењем „Закона о одобрењу права” из 1869, што је на крају довело до продаје све преостале резерватске земље. Хасанамесит је био подељен између неколико породица. Последња земља Дадлија продата је 1897. године, а преостали Индијанци смештени су у „сиромашну кућу” у Лејк Стриту у граду Вебстеру.

#### Мешовити бракови
Мешовити бракови између Нипмака и белаца или црнаца почели су да се јављају у раним колонијалним временима. Африканци и амерички домороци делили су комплементарну родну неравнотежу јер је мало црних робиња увезено у Нову Енглеску, а многи домородачки мушкарци погинули су у рату или у китолову. Природно, дошло је до многих бракова између нипмачких жена и афричких мушкараца. Мешовити бракови са белцима нису били тако чести због постојања колонијалних закона против мешања. Деца из таквих бракова прихватана су као прави Нипмаци, али у очима њихових белих суседа, све црња физичка појава Нипмака делегитимисала је њихов индијански идентитет. До 19. века преостала је само шачица чистокрвних Нипмака, а амерички староседеоци нестали су из државних и савезних пописа становништва, на којима су бележени као „црнци”, „мулати”, „обојени” или „разни”, у зависности од њиховог изгледа.

#### Пописи становништва
Заједнички комитет за тужбе сената Масачусетса, затражио је 1848. године извештај о стању неколико племена која су добила помоћ од комонвелта. У табели испод, наведена су три извештаја: „Динијев извештај” из 1848. представљен сенату исте године; „Бригсов извештај” из 1849. године, који су написали комесари Ф. В. Берд, Витинг Гризволд и Сајрус Викс и представили гувернеру Џорџу Н. Бригсу; и „Ерлов извештај” из 1859. године, који је написао комесар Џон Милтон Ерл, а који је поднет 1861. Сваки извештај био је информативнији и темељнији од претходног. Да би нека особа данас била призната као Нипмак, захтева се да је њен предак наведен у овим извештајима, као и у списковима исплате средстава од продаје нипмачке земље. Спискови нису забележили све староседеоце, јер су многи амерички домороци били добро интегрисани у насеља других раса, као и због сталног сељења од места до места.
| Пописи Индијанаца у Масачусетсу | Индијанци Дадлија | Презимена Дадлија | Индијанци Графтона | Презимена Графтона                                                                                     |
| Динијев извештај (1848)         | 51                | | 2                  | |
| Бригсов извештај (1849)         | 46                | Белден, Боуман, Дејли, Фримен, Хол, Хамфри, Џаха, Кајл, Њутон, Николс, Пикенс (Пиган), Робинс, Шелби, Спрејг и Вилард.                                                 | 26                 | Арнолд, Циско, Гимба (Гимби), Хитер (Хектор) и Вокер.                                                  |
| Ерлов извештај (1861)           | 77                | Бејкмен, Бомонт, Белден, Кеди, Корбин, Дејли, Дорус, Исо, Фиске, Фримен, Хенри, Хал, Хамфри, Џаха, Кајл, Николс, Оливер, Пиган, Робинсон, Шели, Спрејг, Вајт и Вилард. | 66                 | Арнолд, Браун, Циско, Џигер, Хазард, Хектор, Хеменвеј, Хауард, Џонсон, Мердок, Стебинс, Вокер и Вилер. |

- Неки од Нипмака на овим пописима су забележени као обојени, укључујући особе из породица Браун, Циско, Фримен, Џигер, Хеменвеј, Хал, Хамфри, Вокер и Вилард.
- Неке особе из породице Џигер наведене су као разни Индијанци.
- Неке особе забележене су као мешане, укључујући особе из породица Бејкмен, Белден, Браун, Кајл и Хектор.
- Неке особе из породица Хол, Хектор и Хеменвеј немају забележену расну припадност.

### 20. век
Ставови према индијанској култури и историји, променили су се када су старинари, антрополози и институције попут извиђача, почели да их представљају у позитивном светлу. Значајан допринос дао је 1907. године и Буфало Бил Коди када је заједно са двојицом сијукшких поглавица посетио гроб мохиганског сахема Ункаса и одао му почаст. Буфало Бил је између осталог био познат и по организовању ревије каубојских вештина „Ревија дивљег запада“ на којој се појављивао заједно са многим америчким домороцима који су на главама носили орлова пера. 
Упркос скоро четири века асимилације, акултурације и уништавања економске и друштвене подршке због обесправљивања, одређене индијанске породице успеле су да одрже посебан индијански културни идентитет. На почетку века Џејмс Л. Циско и његова ћерка Сара Циско Саливан (Индијанци Графтона) спровели су активна културна и генеалошко истраживања, они су блиско сарађивали са малобројним припадницима других блиско сродних племена, попут Мохиганке Гледис Тантакиџон, мохиганске породице Филдинг, Пеквота Етвуда Л. Вилијамса и Нарагансета Вилијама Л. Вилкока. Заједно, различити чланови многих новоенглеских племена почели су да деле културно наслеђе, а паниндијанизам се чврсто укоренио 1920-их са индијанским окупљањима попут „Алгонквинског индијанског савета Нове Енглеске” („Алгонквин Индиј`н Каунс`л оф Њу Ингл`нд”) које се одржавало у Провиденсу на Род Ајленду и играма попут оних у Хасанамеситу 1924. Учесници ових окупљања често су носили преријску индијанску ношњу, јер су желели да истакну индијански идентитет, али и као доказ њиховог сталног боравка на том подручју, као и због тога што је већи део изворне културе новоенглеских Индијанаца изгубљен. Други нипмачки појединци појављивали су се на градским такмичењима и сајмовима, укључујући многе претке данашњих Чобанагангамог Нипмака, који су наступали на двогодишњем сајму у Стербриџу 1938.
До седамдесетих година 20. века Нипмаци су много тога учинили на оживљавању своје културе. Многи припадници племена позвани су да помогну у припремању изложбе Индијанаца у музеју Олд Стербриџ Вилиџ, живом музеју који представља живот у 19. веку, изграђеном у срцу некадашње нипмачке територије. Државно признање је такође постигнуто до краја исте деценије, чиме је поново успостављен однос нипмачког народа са државом и добијено право на коришћење ограничених социјалних услуга. Нипмаци су 1980-их тражили савезно признање. Напетост између „Нипмачке нације” са седиштем у Сатону, која је обухватала Хасанамиско Нипмаке и многе Чобанагангамог Нипмаке, и остатка Чобанагангамог Нипмака, са седиштем у Вебстеру, поделила је народ средином 1990-их. Поделе су проузроковане фрустрацијама због спорог темпа признавања као и несугласицама око коцкања.
На 36 хектара хасанамеситске шуме у Графтону, у којој се верује да се налазе остаци молитвеног града, била је предвиђена изградња више од 100 кућа. Ова површина има велики културни значај за „Нипмачку нацију” (назив који користе Чобанагангамог Нипмаци) јер се сматра да садржи „дом за састанке” и центар старог молитвеног града. Међутим, интервенисали су Труст за јавно земљиште (енгл. The Trust for Public Land), град Графтон, Труст за земљиште Графтона (енгл. Grafton Land Trust), Нипмачка нација и држава Масачусетс. Труст за јавно земљиште купио је имање и држао га ван тржишта до 2004. године, након чега је набављено довољно средстава за трајну заштиту имовине. Имовина такође има еколошки значај јер се налази поред 75 хектара земљишта у власништву Графтона, као и 25 хектара у власништву Труста за земљиште Графтона. Ови поседи ће се користити у јавне рекреативне сврхе, као и играти улогу у заштити квалитета воде локалних сливова.
Хасанамиско Нипмаци су јула 2013. изабрали новог поглавицу Шерил Тони Холи, која је наследила Волтера Викерса након његове оставке.